# 真理子撞击坑
真理子（英語：Mariko）是金星上的一个撞击坑。1997年，遵照金星上直径20公里撞击坑命名规则，将它命名为日本女性常见名字。
该撞击坑位于金星 V-36 四边形区。

## 参阅
1. ↑  . 国际天文学联合会(IAU)行星系统命名法工作组(WGPSN).   [2012年3月17日]. （原始内容存档于2019年6月8日）.
2. ↑  . 月球和行星研究所.   [2010年3月16日]. （原始内容存档于2016年3月3日）.

- 人名词典，Alfred J. Kolatch 编著；普特南出版集团，纽约，1990年。